# Alameda de Colón
La Alameda de Colón fue una antigua alameda o jardín público, hoy convertida en una vía que discurre en sentido norte-sur por el Ensanche Centro de la ciudad andaluza de Málaga, España. Antiguamente era conocida como Alameda Hermosa y Alameda de los Tristes.

## Características
Esta vía tiene una longitud aproximada de 400 metros y comunica el extremo occidental de la Alameda Principal (junto al Puente de Tetuán) con la Avenida de Manuel Agustín Heredia. Su anchura le permite tener amplias aceras con palmeras, tres carriles de sentido único de circulación y aparcamientos en línea y en batería a cada lado de la calzada. Esta calle presenta edificios de viviendas y oficinas principalmente. Muchas entidades bancarias tienen sucursales a lo largo de ella. Además, destaca la existencia de varios hostales y pensiones a lo largo de esta vía y en calles colindantes. 

## Recorrido
Durante su recorrido de norte a sur encontramos la entrada a la Calle Trinidad Grund (izquierda), la intersección con las calles Vendeja y Linaje (izquierda y derecha respectivamente), las calles Casas de Campos, Barroso y Martínez Campos (izquierda), el Pasaje de Valencia (derecha), las calles Pinzón y Duquesa de Parcent (izquierda). La Alameda de Colón desemboca en la Avenida de Manuel Agustín Heredia junto al monumento homónimo y frente al Muelle 4-Heredia del Puerto de Málaga.
En paralelo a esta calle discurre la Avenida del Comandante Benítez y el tramo final del río Guadalmedina, en este lugar se encuentra el Centro de Arte Contemporáneo de Málaga.

## Transporte

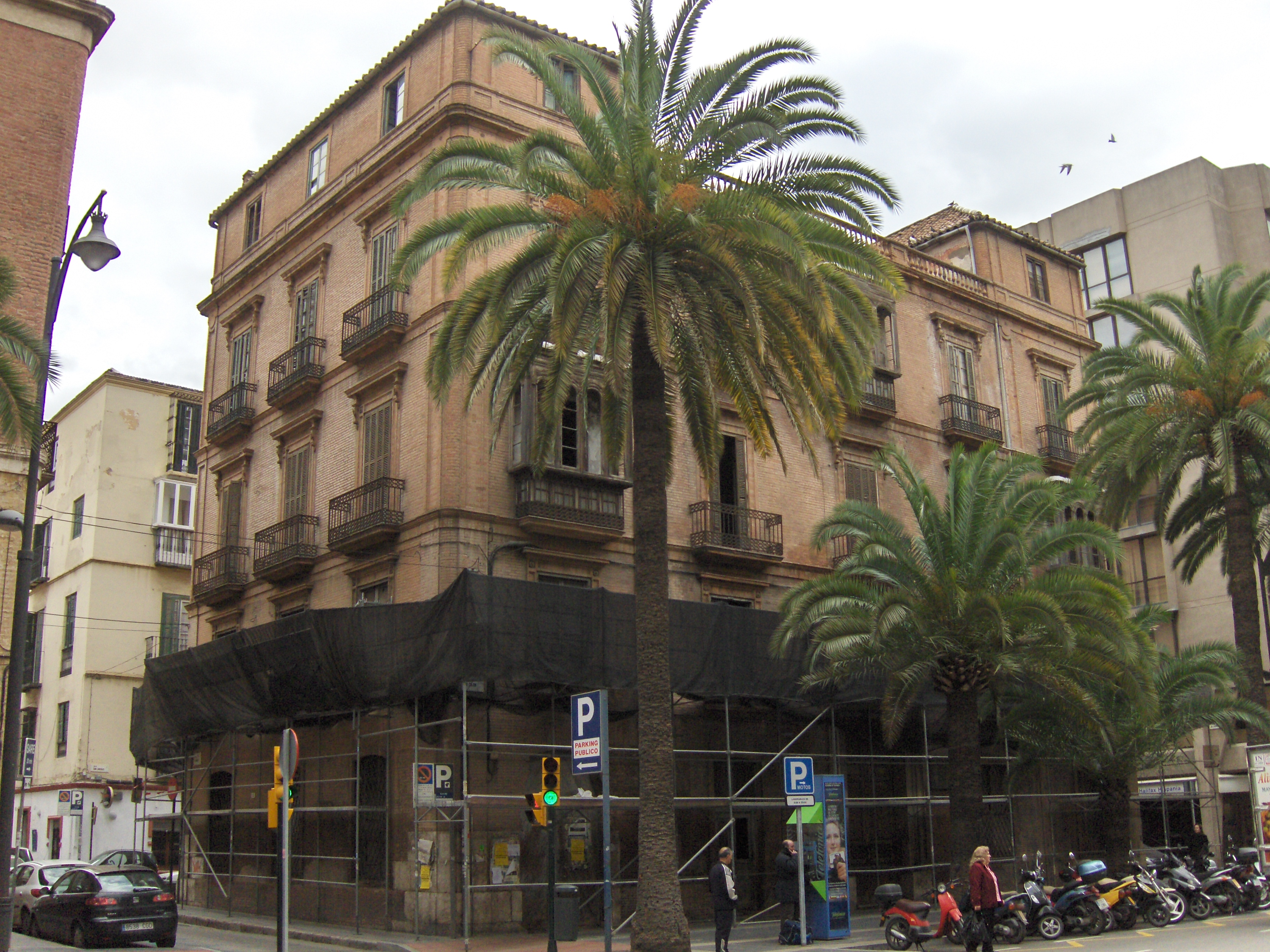
Edificio del n.º 7 de la Alameda de Colón. Obra de 1864 de Diego Clavero y Zafra.

En autobús, queda conectado mediante  las siguientes líneas de la EMT: 
| Línea | Trayecto                                             | Recorrido | Frecuencia |
| ----- | ---------------------------------------------------- | --------- | ---------- |
| 36    | Alameda de Colón - Conde de Ureña (Centro Histórico) | Recorrido | 60 minutos |

- Días laborables. EMT Málaga

La proximidad de la Alameda Principal, que es el punto de partida de la mayoría de las líneas de la EMT, así como de otras líneas con salida o parada en la Avenida de Manuel Agustín Heredia y en la Subestación de Muelle Heredia (autobuses metropolitanos) amplían las comunicaciones de esta calle.
La estación terminal de la línea C-1 de la línea de Cercanías Málaga, con acceso en la cercana Avenida del Comandante Benítez comunica esta zona de Málaga con los municipios de Torremolinos, Benalmádena y Fuengirola, el aeropuerto y otros puntos de la Costa del Sol Occidental.
| procedencia/destino | < estación | Línea | estación >            | destino/procedencia |
| ------------------- | ---------- | ----- | --------------------- | ------------------- |
| Terminal            | Terminal   |       | Málaga-María Zambrano | Fuengirola          |
| Terminal            | Terminal   |       | Málaga-María Zambrano | Álora               |

- Cerrada por obras desde abril de 2008. La línea presta servicio hasta Málaga-María Zambrano provisionalmente.